# Francesco Maria Carafa
Francesco Maria Carafa della Stadera Castriota y Gonzaga (1580, Nàpols –, castell de Pinto, 12 d’agost de 1642), cinquè duc de Nochera,  va ser militar i virrei de Navarra i Aragó, al servei de la Corona Hispànica.

## Carrera política i militar
Fill d’una noble família italiana, comença a adquirir fama militar en l’expedició de Querquenes (1615), en la qual gairebé perd la vida. Encara en els anys de joventut, participa en el setge de Breda (1625). És nomenat mestre de camp de la regió de Piamont i Monferrat (1630) i, posteriorment, també de Milà.
En el marc de la Guerra dels Trenta Anys, combat a la batalla de Nördlinghen (1634), que es va saldar amb una victòria clara de l’Exèrcit Imperial. Ja en plenes hostilitats entre el regne de França i la Corona Hispànica, és nomenat virrei de Navarra (finals del 1636). Des d’aquesta responsabilitat, lidera una falsa incursió a la Guayana Francesa, feta amb l’objectiu de facilitar la presa de Leucata (juny del 1637). El mateix any, Carafa té un paper decisiu en la sufocació de la revolta portuguesa, iniciada a la ciutat d’Evora.

## Guerra dels Segadors
En esclatar la Guerra dels Segadors, Carafa exerceix de virrei d’Aragó, càrrec al qual havia estat nomenat el setembre de 1639. Manel Güell apunta l’animadversió que sentia per ell el comte-duc d’Olivares, tant per les simpaties que despertava entre els catalans, com per manifestar-se partidari d’una solució pacífica al conflicte. Just després de la derrota hispànica a la batalla de Montjuïc, rep ordres perquè ataqui Lleida.
L’abril de 1641 envia cartes al diputat Quintana demanant que les institucions catalanes explorin la signatura d’un Tractat de Pau. En paral·lel, emplaça Olivares a no fer ús de la força per sotmetre els catalans, proposta que aquest rebutja categòricament. El privat del rei l’acusà de col·laboracionista amb el regne de França, ordenà arrestar-lo a finals de setembre i el feu empresonar al castell de Pinto (Madrid), on va morir el 12 d’agost de 1642.